# Fresenius-Preis

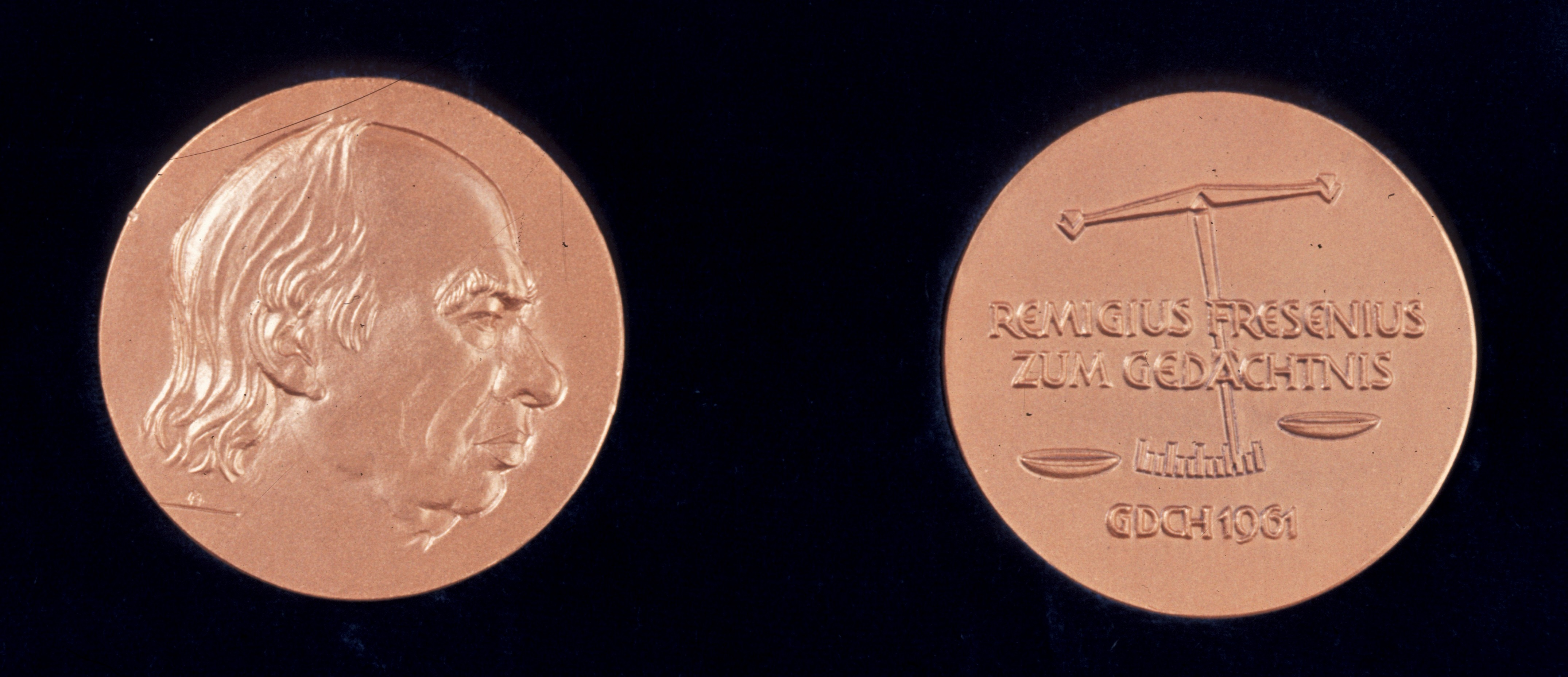
Gedenkmünze (Fresenius), die von der GDCh als besondere Auszeichnung auf dem Gebiet der Analytik vergeben wird.

Der Fresenius-Preis wurde im Jahr 1961 von der Gesellschaft Deutscher Chemiker auf Anregung ihrer Fachgruppe Analytische Chemie gestiftet. Er erinnert an den Geheimen Hofrat Carl Remigius Fresenius (1818–1897), der durch seine wissenschaftlichen Arbeiten, seine Lehrbücher und durch das von ihm gegründete Laboratorium als Mitbegründer der Analytischen Chemie in Deutschland gilt. Er wird in unregelmäßigen Abständen an Wissenschaftler verliehen, die sich „besondere Verdienste um die wissenschaftliche Entwicklung und um die Förderung der Analytischen Chemie erworben haben“. Der Preisträger erhält eine Goldmedaille, eine Urkunde und einen Geldbetrag.
Es gibt auch einen National Fresenius Award der American Chemical Society.

## Preisträger
- 1962 Wilhelm Geilmann, Mainz
- 1966 Peter Dickens, Duisburg-Huckingen, Egon Stahl, Saarbrücken
- 1970 Walter Koch, Duisburg-Hamborn
- 1972 Gerhard Hesse, Erlangen-Nürnberg, Erwin Lehrer, Ludwigshafen
- 1975 Hermann Kienitz, Ludwigshafen
- 1979 Hans Ulrich Bergmeyer, Tutzing
- 1982 Günther Tölg, Schwäbisch Gmünd
- 1985 Kurt Laqua, Dortmund
- 1987 Lutz Rohrschneider, Marl
- 1989 Klaus Doerffel, Leuna-Merseburg
- 1990 Karlheinz Ballschmiter, Ulm
- 1991 Josef F. K. Huber, Wien/Österreich
- 1992 Heinrich Kriegsmann, Berlin
- 1994 Ernst Bayer, Tübingen
- 1996 Helmut Günzler, Weinheim
- 1998 Gerhard Werner, Leipzig
- 2000 Reinhard Nießner, München
- 2001 Matthias Mann, Odense/Dänemark
- 2002 Andreas Manz, London/England
- 2003 Franz Hillenkamp, Münster und Michael Karas, Frankfurt/Main (hälftig)
- 2005 Adam Heller, Austin/USA
- 2007 Detlef Günther, Zürich/Schweiz
- 2009 Uwe Karst, Münster und Ulrich Panne, Berlin (jeweils voller Preis)
- 2011 Christian Huber, Salzburg/Österreich
- 2013 Torsten C. Schmidt, Duisburg-Essen
- 2015 Renato Zenobi, Zürich
- 2017 Bernhard Spengler, Gießen
- 2019 Andrea Sinz, Halle und Detlev Belder, Leipzig
- 2023 Mario Thevis, Köln[1]
- 2025 Kathrin Breuker, Innsbruck[2]